# Albert Breton
Albert Breton (Saint-Inglevert, 16 luglio 1882 – Kamakura, 12 agosto 1954) è stato un vescovo cattolico francese.
Missionario della Società per le missioni estere di Parigi in Giappone, è stato vescovo di Fukuoka e fondatore delle suore della Visitazione.

## Biografia
Iniziò gli studi teologici e filosofici presso il seminario diocesano di Arras e li concluse in quello della Società per le missioni estere di Parigi: fu ordinato prete nel 1901 e nel 1905 fu assegnato alla missione di Hakodate, in Giappone. Ammalatosi di poliomielite, nel 1908 fu costretto a rientrare in Francia e fu poi inviato negli Stati Uniti d'America, presso la comunità cattolica di lingua giapponese.
Tornò in Giappone nel 1920 con l'incarico di fondare una nuova parrocchia a Ōmori, nella periferia di Tokio: con un gruppo di volontarie giapponesi che erano già state sue collaboratrici in America, già costituenti una comunità di Amanti della Croce, nel 1925 diede inizio a una nuova congregazione religiosa, la prima sorta in Giappone, intitolata al mistero della Visitazione.
Nel 1931 fu eletto vescovo di Fukuoka e vi istituì il seminario de Guébriant, per la formazione del clero giapponese, la cui direzione fu affidata ai sulpiziani canadesi.
Si dimise da vescovo nel 1940, per lasciare la guida della diocesi a un giapponese, e si ritirò a Kamakura, dove era stato stabilito il noviziato delle suore della Visitazione.

## Genealogia episcopale
La genealogia episcopale è:
- Arcivescovo François de Bovet
- Vescovo Jacques-Léonard Pérocheau, M.E.P.
- Vescovo Annet-Théophile Pinchon, M.E.P.
- Vescovo Félix Biet, M.E.P.
- Vescovo Célestin-Félix-Joseph Chouvellon, M.E.P.
- Arcivescovo Jean-Baptiste-Marie Budes de Guébriant, M.E.P
- Arcivescovo Jean-Baptiste-Alexis Chambon, M.E.P.
- Vescovo Albert Breton, M.E.P.